# 第73屆奧斯卡金像獎
第73届奥斯卡颁奖典礼是美国电影艺术与科学学院旨在奖励2000年最优秀电影的一场晚会，于太平洋时区2001年3月25日下午17点30分（北美东部时区晚上20点30分）在美国加利福尼亚州洛杉矶的神殿礼堂举行，共计颁发了23座奥斯卡金像奖（也称学院奖）。晚会通过在美国直播，由吉尔·凯茨担任制片人，路易斯··霍维茨导演，男演员史提夫·马丁首次担任主持人。3周前的3月3日，女演员蕾妮·齐薇格在比佛利山的比佛利威尔希尔丽晶酒店主持颁发奥斯卡科技成果奖。
《角斗士》赢得包括最佳影片在内的5项大奖，是这个夜晚的最大赢家。其它获奖电影包括胜出4项的《卧虎藏龙》和《毒品网络》，以及获奖1项的《几近成名》、《大妈》（Big Mama）、《永不妥协》、《父与女》、《圣诞怪杰》、《战争存亡录》（Into the Arms of Strangers: Stories of the Kindertransport）、《波洛克》、《意欲成为》（Quiero ser）、《猎杀U-571》和《奇迹小子》。晚会的电视直播平均吸引了近4300万美国观众收看。

## 获奖和提名
2001年2月3日，美国电影艺术与科学学院主席罗伯特·莱姆（Robert Rehme）和曾获奥斯卡奖的女演员凯西·贝兹一起公布第73届奥斯卡金像奖提名名单。《角斗士》以12项提名领跑，《卧虎藏龙》以10项紧随其后。
获奖名单在2001年3月25日举行的颁奖典礼上公布。《角斗士》成为1949年的《当代奸雄》之后第一部没有赢得导演或编剧类奖项，但却夺得最佳影片奖的电影:374。史蒂文·索德伯格因《毒品网络》获导演奖，还因《永不妥协》提名，成为历史上第3位在一年中获得两项导演奖提名的电影人[A]:351。《卧虎藏龙》是历史上第3部同年获最佳影片和外语片奖的电影[B]，并且10项提名也创下非英语电影提名数量的新纪录:407，获奖4项则与《芬妮和亚历山大》并列成为历史上获奖最多的非英语电影。杰昆·菲尼克斯因《角斗士》获男配角奖提名，他的哥哥瑞凡·菲尼克斯曾因1988年的《不设限通缉》（Running on Empty）获同一奖项提名，两人也是史上第一对获该奖项提名的兄弟。

### 奖项

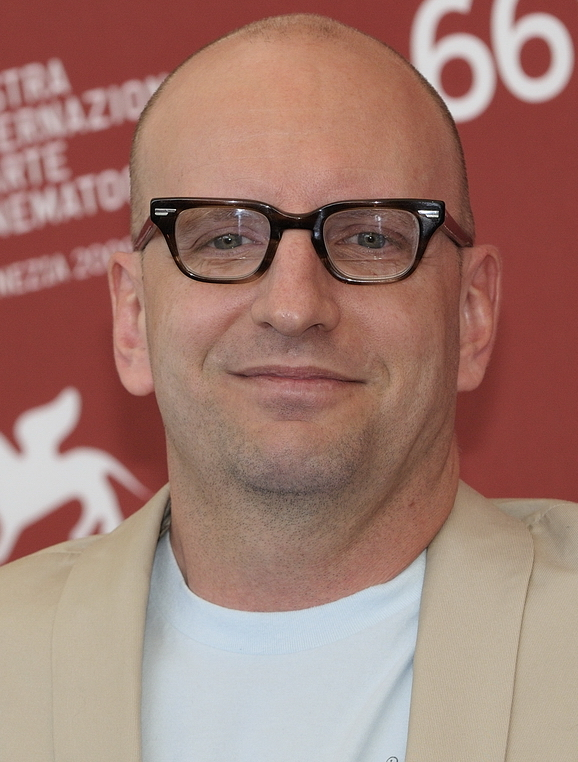
史蒂文·索德伯格因《毒品网络》获导演奖

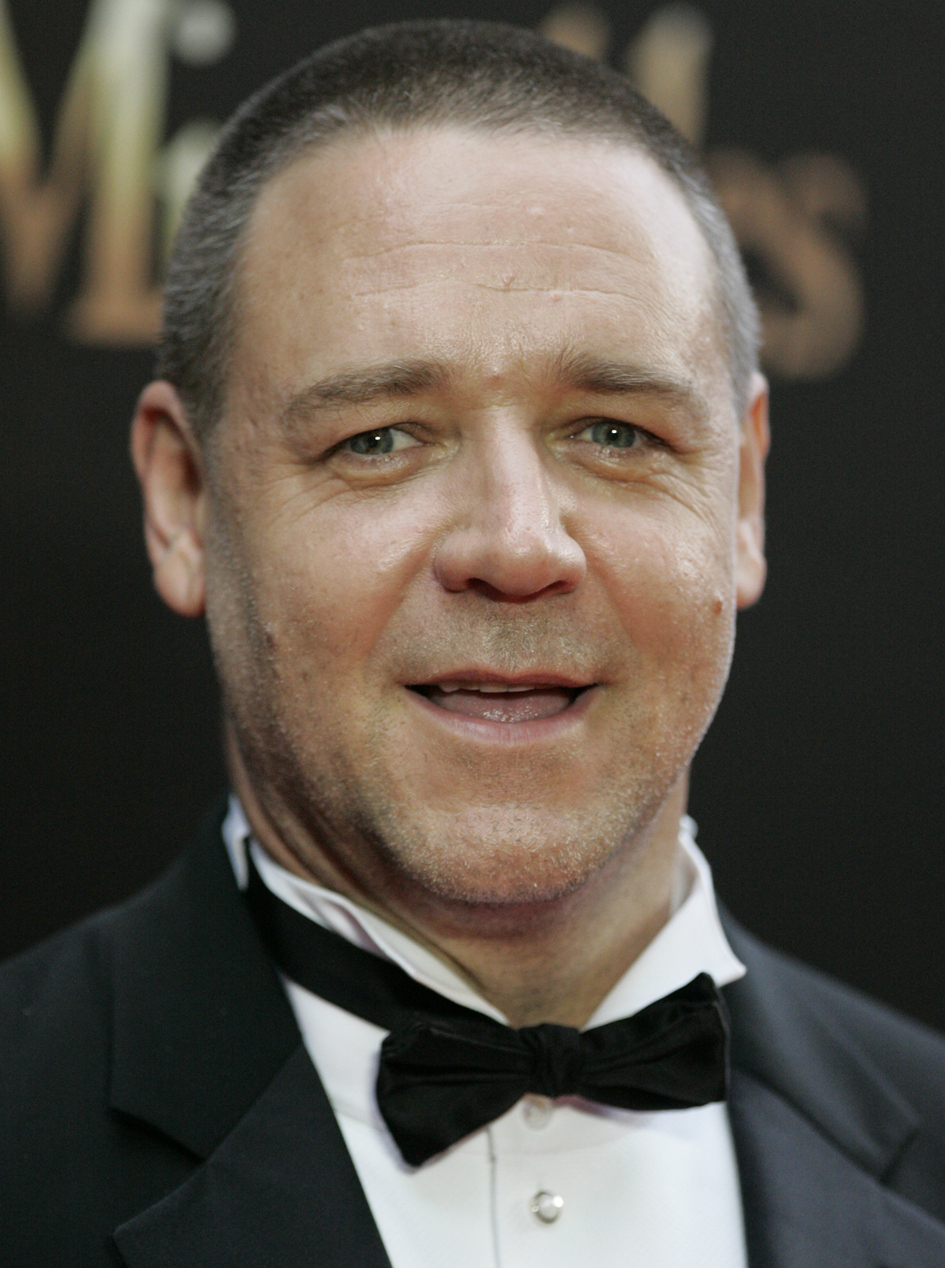
罗素·克劳因《角斗士》获男主角奖

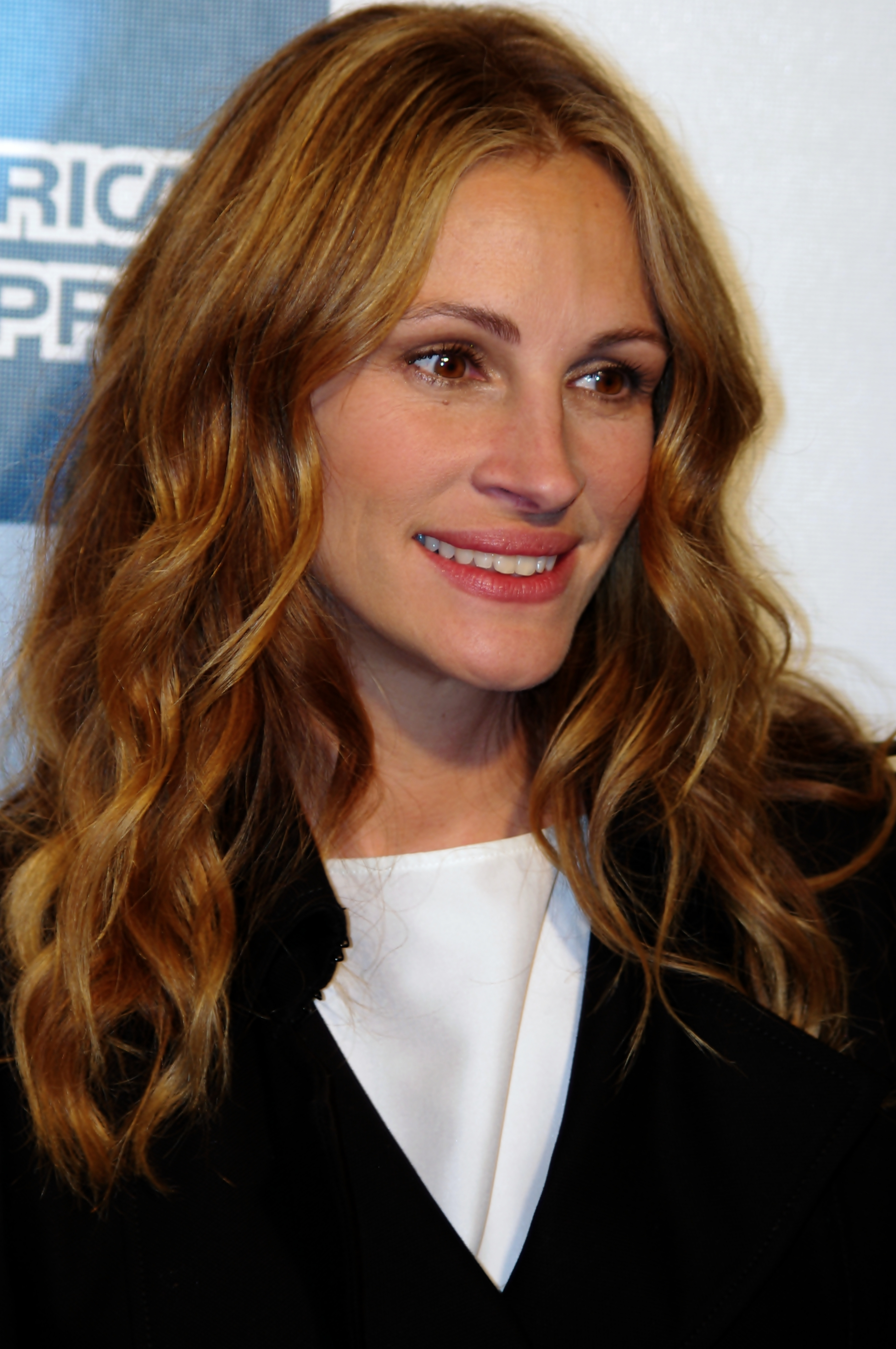
茱莉娅·罗伯茨因《永不妥协》获女主角奖

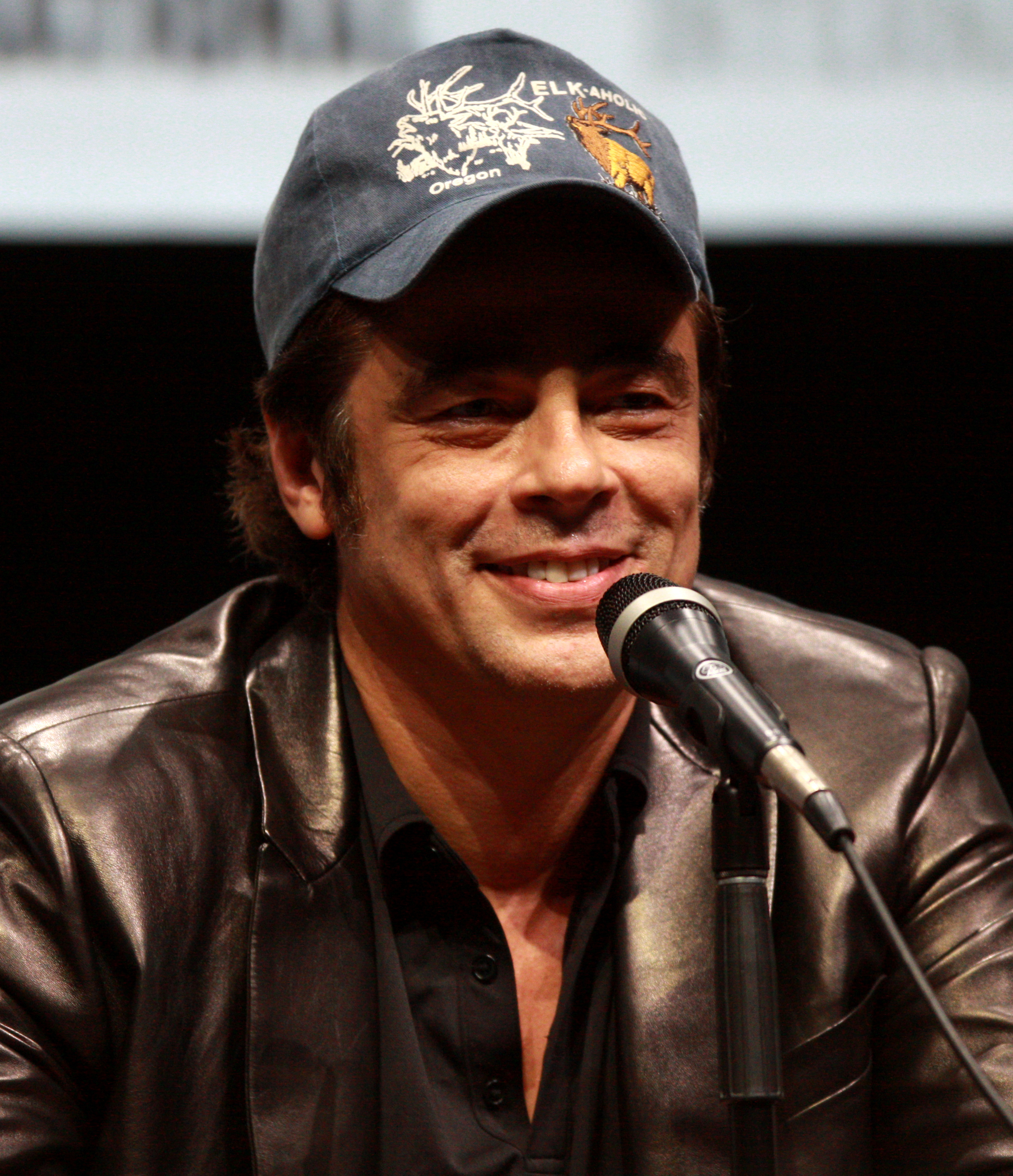
本尼西奥·德尔·托罗因《毒品网络》获男配角奖

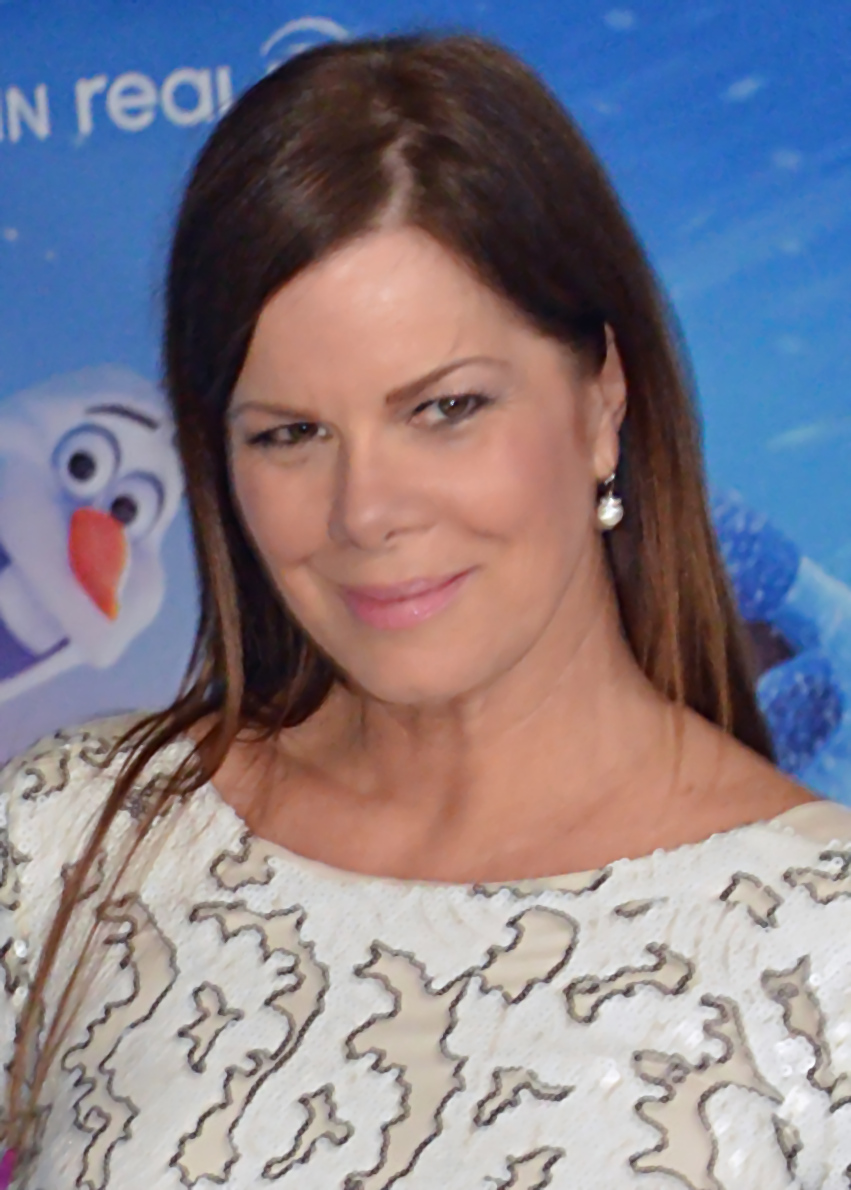
马西娅·盖伊·哈登因《波洛克》获女配角奖

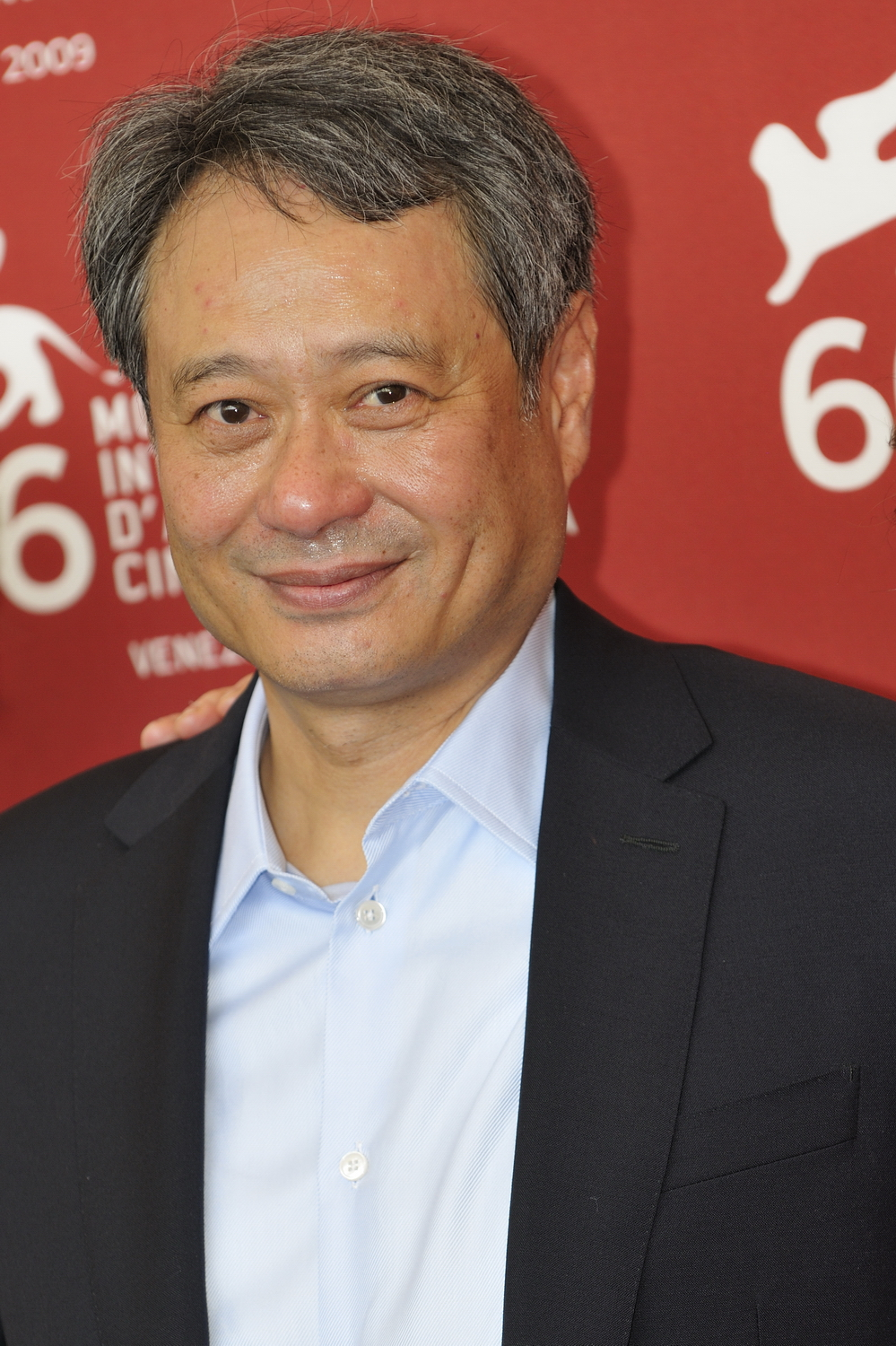
李安因《卧虎藏龙》获外语片奖

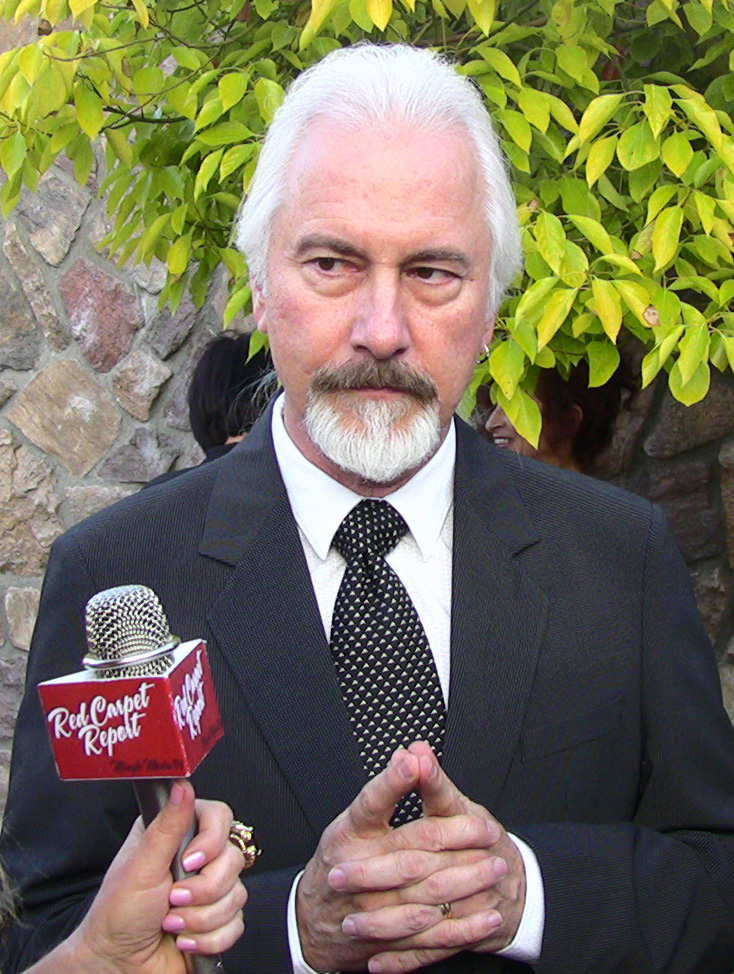
里克·贝克因《圣诞怪杰》获化妆奖

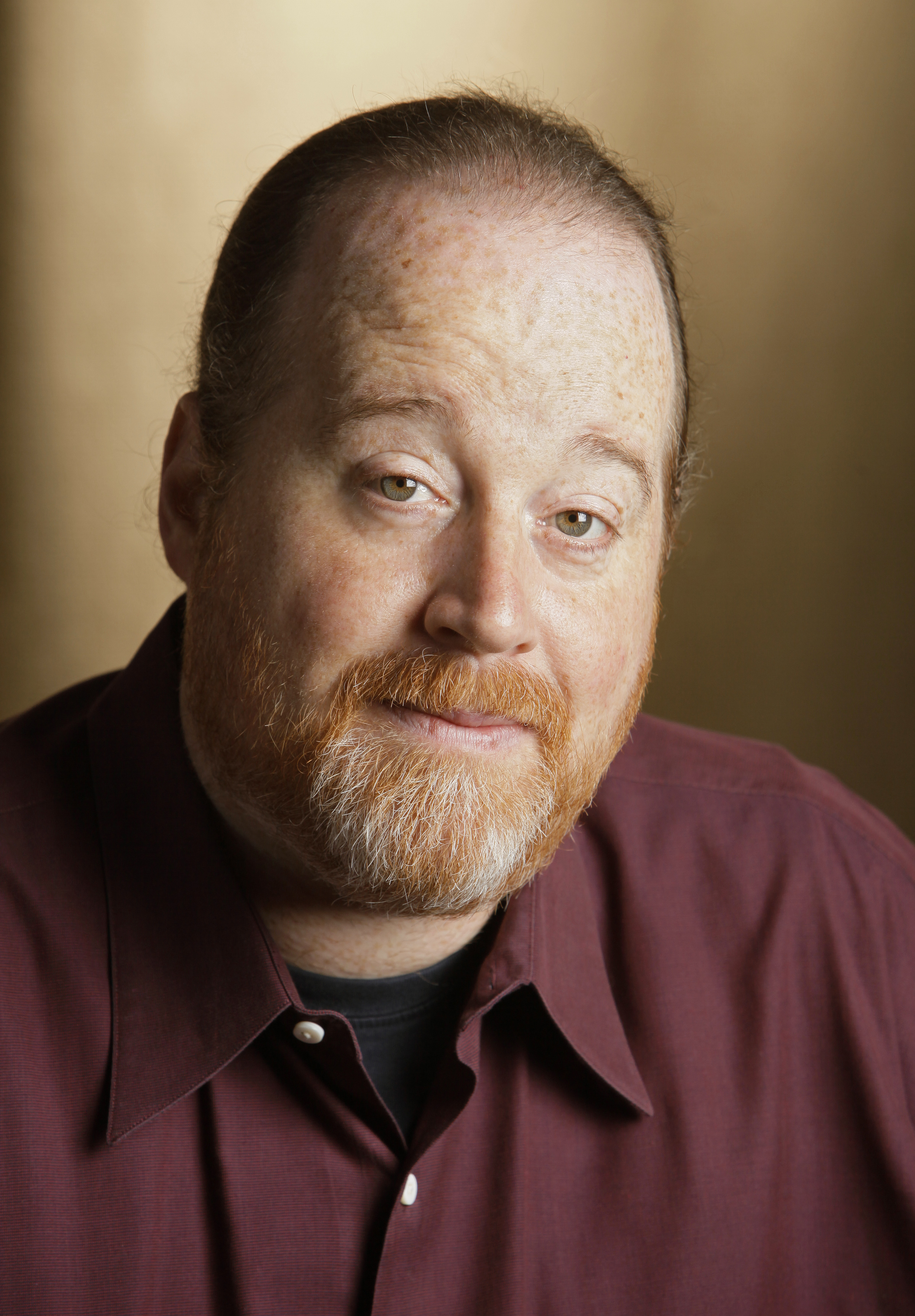
斯蒂芬·米廖内因《毒品网络》获剪辑奖

获奖作品列在最上方一行，并且右侧会附上‡符号：
| 最佳影片 - 《角斗士》——道格拉斯·威克（Douglas Wick）、大卫·弗兰佐尼（David Franzoni）和布兰科·拉斯蒂格（Branko Lustig）‡ - 《浓情巧克力》（Chocolat）——大卫·布朗（David Brown）、基特·高登（Kit Golden）和莱斯利·霍勒兰（Leslie Holleran） - 《卧虎藏龙》——江志强、徐立功、李安 - 《永不妥协》——丹尼·德维托、迈克尔·山姆伯格（Michael Shamberg）和史黛西·舒尔 - 《毒品网络》——马歇尔·赫斯科维兹（Marshall Herskovitz）、愛德華·茲維克、劳拉·比克福德（Laura Bickford）                                        | 导演 - 史蒂文·索德伯格——《毒品网络》‡ - 斯蒂芬·达尔德里——《跳出我天地》 - 李安——《卧虎藏龙》 - 史蒂文·索德伯格——《永不妥协》 - 雷利·史考特——《角斗士》 |
| 男主角 - 羅素·高爾——《角斗士》‡ - 哈維爾·巴登——《黎明不會來》 - 汤姆·汉克斯——《浩劫重生》 - 艾德·哈里斯——《波拉克與他的情人》 - 杰弗里·拉什——《性書狂人》 | 女主角 - 朱丽娅·罗伯茨——《永不妥協》‡ - 琼·爱伦——《暗潮汹涌》（The Contender） - 朱丽叶特·比诺什——《浓情巧克力》 - 艾伦·伯斯汀——《迷上癮》 - 劳拉·琳妮——《你可以信赖我》（You Can Count on Me） |
| 男配角 - 本尼西奥·德尔·托罗——《毒品网络》‡ - 杰夫·布里吉斯——《暗潮汹涌》 - 威廉·达福——《吸血鬼魅影》 - 阿尔伯特·芬尼——《永不妥协》 - 杰昆·菲尼克斯——《角斗士》 | 女配角 - 马西娅·盖伊·哈登——《波拉克與他的情人》‡ - 朱迪·丹奇——《浓情巧克力》 - 凯特·哈德森——《几近成名》 - 弗兰西斯·麦克多蒙德——《几近成名》 - 朱丽·沃特斯——《跳出我天地》 |
| 原著剧本 - 《几近成名》——卡梅伦·克罗‡ - 《跳出我天地》——李·哈尔（Lee Hall） - 《永不妥协》——苏珊娜·格兰特（Susannah Grant） - 《角斗士》——大卫·弗兰佐尼、约翰·洛根（John Logan）和威廉姆·尼克尔森（William Nicholson） - 《你可以信赖我》——肯尼斯·洛勒根 | 原著改编 - 《毒品网络》——史蒂芬·加汉改编自西蒙·摩尔（Simon Moore）编剧的同名英国电视剧‡ - 《浓情巧克力》——罗伯特·尼尔森·雅各布斯（Robert Nelson Jacobs）改编自乔安娜·哈里斯的同名小说 - 《卧虎藏龙》——詹姆斯·夏慕斯、王蕙玲和蔡国荣改编自王度庐的《同名小说》 - 《逃狱三王》——科恩兄弟改编自荷马的《奥德赛》 - 《奇迹小子》——史提夫·克羅夫斯改编自迈克尔·查邦的同名小说 |
| 外语片 - 《卧虎藏龙》（台湾，普通话）——李安‡ - 《爱情是狗娘》（墨西哥，西班牙语）——阿利安卓·岗札雷·伊纳利图 - 《他人的品味》（，法国，法语）——艾格妮絲·夏薇依 - 《每个人都成名》（，比利时，荷兰语和英语）——杜明历·狄鲁第（Dominique Deruddere） - 《分道不扬镳》（，捷克，捷克语）——扬·霍布雷克（Jan Hřebejk）                                                                                         | |
| 纪录片 - 《战争存亡录》——马克·乔纳森·哈里斯（Mark Jonathan Harris）和德博拉·奥本海默（Deborah Oppenheimer）‡ - 《遗产》（Legacy）——托德·伦丁（Tod Lending） - 《长夜入日行》（Long Night's Journey into Day）——黛博拉·霍夫曼（Deborah Hoffmann）和弗朗西丝·里德（Frances Reid） - 《斯科茨伯勒：美国的悲剧》（Scottsboro: An American Tragedy）——丹尼尔·安克尔（Daniel Anker）和巴拉克·古德曼（Barak Goodman） - 《无声的呐喊》（Sound and Fury）——乔什·阿伦森（Josh Aronson）和罗杰·韦斯伯格（Roger Weisberg）                                                                            | 纪录短片 - 《大妈》——特雷西·赛拉汀（Tracy Seretean）‡ - 《谢幕》（Curtain Call）——查克·布雷弗曼（Chuck Braverman）和史蒂夫·卡拉夫（Steve Kalafer） - 《海豚》（Dolphins）——格雷戈·迈吉里弗雷（Greg MacGillivray）和亚历克·洛里摩尔（Alec Lorimore） - 《林肯鼻子上的人》（The Man on Lincoln's Nose）——丹尼尔·莱姆（Daniel Raim） - 《踮着脚尖是温柔的步骤》（On Tiptoe: Gentle Steps to Freedom）——埃里克·西蒙森（Eric Simonson）和里莱·德莫兹（Leelai Demoz）                                                                     |
| 短片 - 《意欲成为》——佛罗瑞·加仑伯格‡ - 《快递》（By Courier）——彼得·里格特（Peter Riegert）和埃里卡·弗雷德里克（Ericka Frederick） - 《一天》（One Day Crossing）——琼·斯坦（Joan Stein）和克里斯蒂娜·拉扎里蒂（Christina Lazaridi） - 《后宫》（Seraglio）——盖尔·勒纳（Gail Lerner）和科林·坎贝尔（Colin Campbell） - 《足球故事》（葡萄牙語：Uma História de Futebol）——保罗·麦克林（Paulo Machline） | 动画短片 - 《父与女》——迈克尔·度德威特‡ - 《假发匠》（Periwig Maker）——斯蒂芬·沙夫勒（Steffen Schäffler）和安妮特·沙夫勒（Annette Schäffler） - 《退货》（Rejected）——唐·赫兹菲尔德（Don Hertzfeldt） |
| 原创配乐 - 《卧虎藏龙》——谭盾‡ - 《浓情巧克力》——蕾切尔·波特曼（Rachel Portman） - 《角斗士》——汉斯·季默 - 《西西里的美丽传说》——恩尼奥·莫里科内 - 《爱国者》——约翰·威廉斯 | 原创歌曲 - 《》（《奇迹小子》插曲）——词曲：鲍勃·迪伦‡ - 《》（《拜见岳父大人》插曲）——词曲：兰迪·纽曼 - 《》（《黑暗中的舞者》插曲）——作曲：比约克，作词：拉斯·冯·提尔和松 - 《》（《卧虎藏龙》插曲）——作曲：豪尔赫·卡兰德里利（Jorge Calandrelli）和谭盾；作词：詹姆斯·夏慕斯 - 《》（《变身国王》插曲）——作曲：史汀和大卫·哈特利（David Hartley），作词：史汀        |
| 音效剪辑 - 《猎杀U-571》——乔恩·约翰逊（Jon Johnson）‡ - 《太空牛仔》——阿兰·罗伯特·默里（Alan Robert Murray）和布勃·阿斯曼（Bub Asman） | 音效 - 《角斗士》—— 史考特·米蘭、鲍勃·比默、肯·韦斯顿‡ - 《浩劫重生》——兰迪·汤姆、汤姆·约翰逊、丹尼斯·桑兹、威廉·开普兰 - 《孤軍雄心》——凯文·奥康奈尔、格雷格·拉塞尔、李·奥尔洛夫 - 《完美风暴》——约翰·雷茨、格雷格·鲁德洛夫、大卫·坎贝尔、基思·韦斯特 - 《猎杀U-571》 ——斯蒂夫·马斯洛、格雷格·兰德克、里克·克莱恩、伊万·沙洛克          |
| 艺术指导 - 《卧虎藏龙》——艺术指导和内部装饰：叶锦添‡ - 《圣诞怪杰》——艺术指导：迈克尔·科伦布利斯（Michael Corenblith），内部装饰：梅莉迪丝·博斯韦尔（Merideth Boswell） - 《角斗士》——艺术指导：阿瑟·马克斯（Arthur Max），内部装饰：克里斯皮安·萨里斯（Crispian Sallis） - 《鹅毛笔》——艺术指导：马丁·柴尔斯（Martin Childs），内部装饰：吉尔·奎尔提尔（Jill Quertier） - 《巴黎春梦》（Vatel）——艺术指导：吉恩·拉巴斯（Jean Rabasse），内部装饰：弗朗索·瓦伯努瓦-弗雷斯科（Françoise Benoît-Fresco） | 摄影 - 《卧虎藏龙》——鲍德熹‡ - 《角斗士》——约翰·马西森（John Mathieson） - 《西西里的美丽传说》——拉乔斯·科泰（Lajos Koltai） - 《逃狱三王》——罗杰·狄金斯 - 《爱国者》——凯莱布·德夏奈尔（Caleb Deschanel） |
| 化妆 - 《圣诞怪杰》——里克·贝克和盖尔·罗威尔-瑞安（Gail Rowell-Ryan）‡ - 《入侵脑细胞》（The Cell）——米歇尔·伯克（Michèle Burke）和爱德华··恩里克斯（Edouard F. Henriques） - 《吸血鬼魅影》——安·布坎南（Ann Buchanan）和安伯·西布利（Amber Sibley） | 服装设计 - 《角斗士》——简提·耶茨（Janty Yates）‡ - 《卧虎藏龙》——叶锦添 - 《圣诞怪杰》——丽塔·拉雅克（Rita Ryack） - 《102真狗》——安东尼·鲍威尔（Anthony Powell） - 《鹅毛笔》——杰奎琳·韦斯特（Jacqueline West） |
| 剪辑 - 《毒品网络》——斯蒂芬·米廖内（Stephen Mirrione）‡ - 《几近成名》——乔·哈金（Joe Hutshing）和萨尔·克莱恩（Saar Klein） - 《卧虎藏龙》——蒂姆·斯奎尔斯（Tim Squyres） - 《角斗士》——彼得罗·斯卡利亚（Pietro Scalia） - 《奇迹小子》——戴迪·艾伦（Dede Allen） | 视觉效果 - 《角斗士》——约翰·尼尔森（John Nelson）、尼尔·科博尔德（Neil Corbould）、蒂姆·伯克（Tim Burke）和罗布·哈维（Rob Harvey）‡ - 《透明人》——斯科特··安德森（Scott E. Anderson）、克雷格·海斯（Craig Hayes）、斯科特·斯多克迪克（Scott Stokdyk）和斯坦·帕克斯（Stan Parks） - 《完美风暴》——斯蒂芬·范米尔（Stefen Fangmeier）、哈比卜·扎加波尔（Habib Zargarpour）、约翰·弗雷泽（John Frazier）和沃尔特·孔蒂（Walt Conti）                                                              |

### 奥斯卡荣誉奖
- 杰克·卡迪夫（Jack Cardiff）[19]
- 恩斯特·莱赫曼（Ernest Lehman）[20]

### 欧文··托尔伯格纪念奖
- 迪诺·德·劳伦提斯[21]

### 提名和获奖大户
| 提名数 | 片名                 |
| ------ | -------------------- |
| 12     | 《角斗士》           |
| 10     | 《卧虎藏龙》         |
| 5      | 《浓情巧克力》       |
| 5      | 《永不妥协》         |
| 5      | 《毒品网络》         |
| 4      | 《几近成名》         |
| 3      | 《跳出我天地》       |
| 3      | 《圣诞怪杰》         |
| 3      | 《爱国者》           |
| 3      | 《鹅毛笔》           |
| 3      | 《奇迹小子》         |
| 2      | 《荒岛余生》         |
| 2      | 《暗潮汹涌》         |
| 2      | 《西西里的美丽传说》 |
| 2      | 《逃狱三王》         |
| 2      | 《完美风暴》         |
| 2      | 《波洛克》           |
| 2      | 《吸血鬼魅影》       |
| 2      | 《猎杀U-571》        |
| 2      | 《你可以信赖我》     |

| 获奖数 | 片名         |
| ------ | ------------ |
| 5      | 《角斗士》   |
| 4      | 《卧虎藏龙》 |
| 4      | 《毒品网络》 |

## 颁奖和表演嘉宾
以下人士出场颁发奖项或表演节目：:361

### 颁奖嘉宾（按出场顺序排列）
| 姓名                                    | 角色                                                |
| --------------------------------------- | --------------------------------------------------- |
| 吉娜·塔特尔                             | 第73届奥斯卡颁奖典礼广播员                          |
| 苏珊·赫尔姆斯 尤里·尤萨科夫 詹姆斯·沃斯 | 介绍主持人史提夫·马丁出场                           |
| 凯瑟琳·泽塔-琼斯                        | 颁发艺术指导奖                                      |
| 尼古拉斯·凯奇                           | 颁发女配角奖                                        |
| 罗素·克劳                               | 颁发剪辑奖                                          |
| 本·斯蒂勒                               | 颁发短片奖和动画短片奖                              |
| 哈莉·贝瑞                               | 引出原创歌曲奖提名作品《》的现场演出                |
| 本·阿弗莱克                             | 介绍最佳影片奖提名作品《毒品网络》                  |
| 佩内洛普·克鲁兹                         | 颁发服装设计奖                                      |
| 罗伯特·莱姆                             | 向来宾致辞，表示自己担任学院主席的任期结束          |
| 安吉丽娜·朱莉                           | 颁发男配角奖                                        |
| 麦克·梅尔斯                             | 颁发音效和音效剪辑奖                                |
| 艾什莉·贾德                             | 介绍最佳影片奖提名作品《浓情巧克力》                |
| 朱丽娅·斯蒂尔斯                         | 引出原创歌曲奖提名作品《》的现场演出                |
| 朱莉娅·罗伯茨                           | 颁发摄影奖                                          |
| 摩根·弗里曼                             | 介绍最佳影片奖提名作品《卧虎藏龙》                  |
| 凯特·哈德森                             | 颁发化妆奖                                          |
| 达斯汀·霍夫曼                           | 向杰克·卡迪夫颁发奥斯卡荣誉奖                       |
| 塞缪尔·杰克逊                           | 颁发纪录短片奖和纪录片奖                            |
| 莎拉·杰茜卡·帕克                        | 引出原创歌曲奖提名作品《》的现场演出                |
| 杨紫琼 周润发                           | 颁发视觉效果奖                                      |
| 蕾妮·齐薇格                             | 引出科技成果奖和戈登·E·索耶奖颁奖片段               |
| 西格妮·韦弗                             | 介绍最佳影片奖提名作品《角斗士》                    |
| 歌蒂·韩                                 | 介绍原创配乐奖提名作品的现场特别表演 颁发原创配乐奖 |
| 安东尼·霍普金斯                         | 向迪诺·德·劳伦提斯颁发欧文·G·托尔伯格纪念奖         |
| 薇诺娜·瑞德                             | 引出原创歌曲奖提名作品《》的现场演出                |
| 约翰·特拉沃尔塔                         | 引出纪念去世影人环节                                |
| 朱丽叶·比诺什 杰克·瓦伦蒂               | 颁发外语片奖                                        |
| 珍妮弗·洛佩兹                           | 引出原创歌曲奖提名作品《》的现场演出 颁发原创歌曲奖 |
| 希拉里·斯旺克                           | 颁发男主角奖                                        |
| 安妮特·贝宁                             | 介绍最佳影片奖提名作品《永不妥协》                  |
| 朱莉·安德鲁斯                           | 向恩斯特·莱赫曼颁发荣誉奖                           |
| 凯文·史派西                             | 颁发女主角奖                                        |
| 汤姆·汉克斯                             | 介绍颁奖嘉宾亚瑟·查理斯·克拉克                      |
| 亚瑟·查理斯·克拉克                      | 颁发原著改编奖                                      |
| 汤姆·汉克斯                             | 颁发原著剧本奖                                      |
| 汤姆·克鲁斯                             | 颁发导演奖                                          |
| 迈克尔·道格拉斯                         | 颁发最佳影片奖                                      |

### 表演嘉宾（按出场顺序排列）
| 姓名                    | 角色                | 表演                       |
| ----------------------- | ------------------- | -------------------------- |
| 比尔·康堤               | 音乐编排 管弦乐指挥 |                            |
| 史汀                    | 表演者              | 《变身国王》插曲《》       |
| 李玟                    | 表演者              | 《卧虎藏龙》插曲《》       |
| 苏珊娜·霍夫斯 兰迪·纽曼 | 表演者              | 《拜见岳父大人》插曲《》   |
| 马友友 伊扎克·帕尔曼    | 表演者              | 表演原创配乐奖提名作品选段 |
| 比约克                  | 表演者              | 《黑暗中的舞者》插曲《》   |
| 鲍勃·迪伦               | 表演者              | 《奇迹小子》插曲《》       |

## 典礼资讯

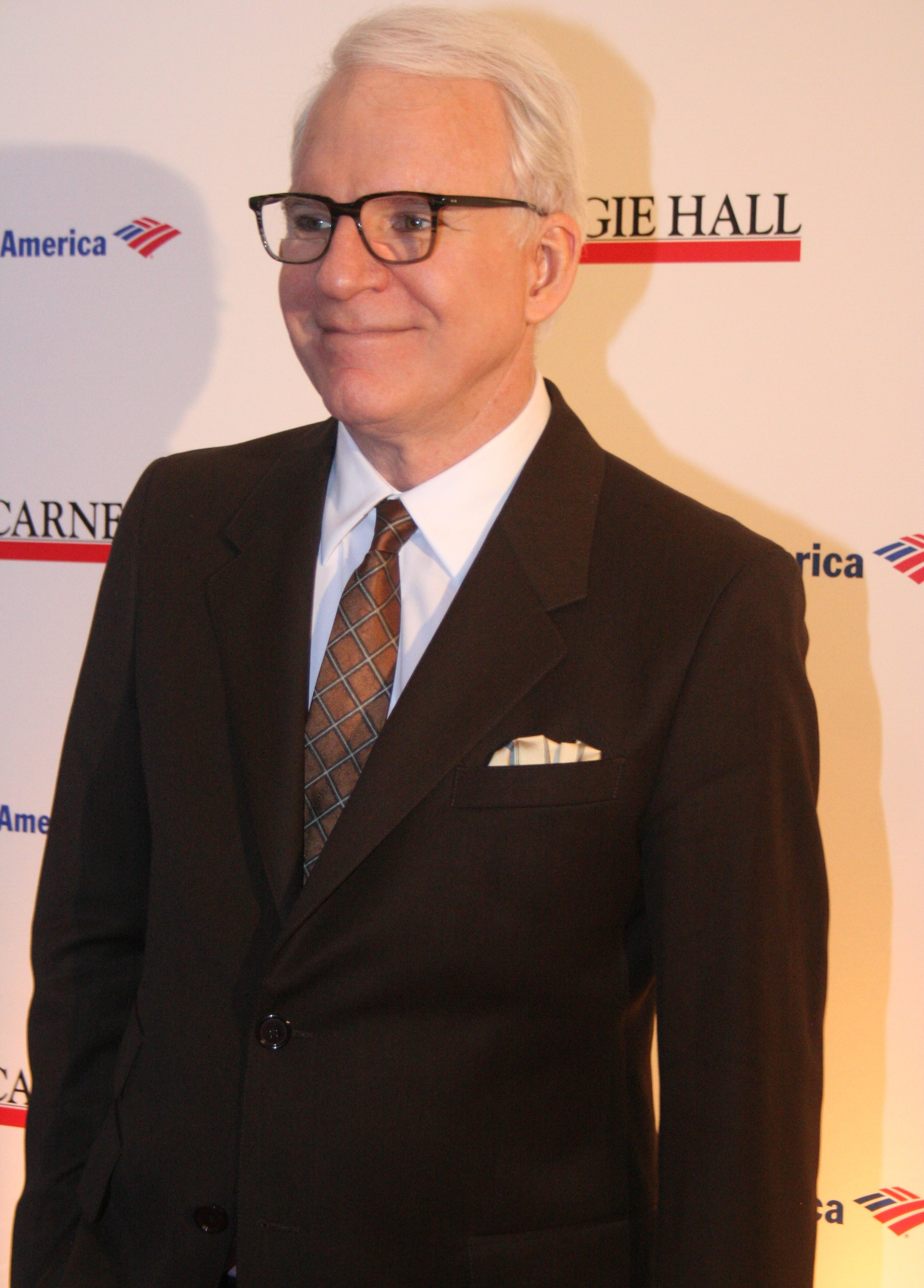
史提夫·马丁担任第73届奥斯卡颁奖典礼主持人

虽然上届颁奖典礼获得评论界赞誉，收视率也有上涨，但比利·克里斯托宣布无意连续担任主持人，因为需要出演电影《美国甜心》（America's Sweethearts），还需要执导并制作电视电影《职棒双雄》（61*）。吉尔·凯茨成为电视转播节目制作人后不久就聘请男演员兼笑匠史提夫·马丁出任本届晚会主持人，凯茨对此表示：“他是电影明星，他既风趣又优雅，还有文化造谐——他会是位了不起的主持人”:343。美国电影艺术与科学学院主席罗伯特·莱姆也赞同凯茨的人选，称：“史蒂夫是个很有格调的人。我很高兴能够有他加入。他是我们的最佳人选之一，并且也接受了邀请，事情就这么简单。”。马丁本人表示乐于担当主持之责，笑称既然没法得奖，那就加入到其行列之中。
凯茨为晚会定下主题，向斯坦利·库布里克导演的科幻电影《2001太空漫游》致敬。为配合主题，正在执行远征2号航天任务进驻国际空间站的宇航员苏珊·赫尔姆斯（Susan J. Helms）、尤里·尤萨科夫（Yury Usachov）和詹姆斯·沃斯（James S. Voss）在晚会开始时通过卫星连线介绍主持人马丁出场。晚会期间，电影配乐家比尔·康堤（Bill Conti）指挥管弦乐团演奏巴西爵士音乐家犹米勒·德奥达托（Eumir Deodato）创作的混音版《查拉图斯特拉如是说》:366。此外，《2001太空漫游》的原著小说作者亚瑟·查理斯·克拉克还在位于斯里兰卡的家中连线颁发原著改编奖:373:280。
另外还有多人参与颁奖典礼的制作。艺术指导设计师罗伊·克里斯托弗（Roy Christopher）为晚会设计新舞台，其特点在于舞台地板到天花板通过观众席的后台墙壁形成类似百叶窗的巨大弧形，有媒体出版物认为这样的设计类似航天舱的横截面。此外，舞台前后各有4道带有奥斯卡小金人轮廓的不锈钢弧形装饰，颁奖嘉宾和获奖者会从中穿过。原创歌曲奖提名作品的现场表演由舞蹈家黛比·艾伦编排。音乐家马友友和伊扎克·帕尔曼在舞台上表演5部原创配乐奖提名作品的音乐片段:370:276。

### 提名电影票房表现
截至2月13日提名公布时，全部5部获最佳影片奖提名电影的总计票房收入为4亿7125万零742美元，平均每部9425万零148美元。其中《角斗士》以1亿8661万零52美元位居榜首，其后分别是收入1亿2559万5205美元的《永不妥协》、进账7120万8084美元的《毒品网络》、收入4548万7799美元的《卧虎藏龙》和进账2707万1662美元的《浓情巧克力》。
在2000年美国电影票房50强中，有15部电影获得共计49项提名。其中《荒岛余生》（季军）、《角斗士》（第4名）、《永不妥协》（第12名）、《毒品网络》（第31名）和《卧虎藏龙》（第41名）有获得最佳影片、导演或是任意一项演员、编剧类奖项提名。另外10部获提名的电影分别是《圣诞怪杰》（冠军）、《完美风暴》（第5名）、《拜见岳父大人》（第7名）、《爱国者》（第17名）、《太空牛仔》（第23名）、《变身国王》（第25名）、《猎杀U-571》（第26名）、《透明人》（第30名）、《102真狗》（第38名）和《入侵脑细胞》（第40名）。

### 专业评价
本场晚会获得大部分媒体的正面评价。《娱乐周刊》电视评论员肯·塔克（Ken Tucker）称赞马丁的主持表现，称他低调而得体，表现挥洒自如，让整个夜晚的节目都有适当的节拍。在他看来，晚会的格调变化圆润自如，从吉恩·文森特的摇滚乐风格和谐地切换到鲍勃·迪伦的原创歌曲表演。。《今日美国》评论员罗伯特·比安卡（Robert Bianco）对节目的总体评价为中等，但特别称赞主持人马丁，以完全不同于比利·克里斯托的方式带来同等程度的幽默。“克里斯托非常努力地用良好的幽默感取悦你，而看起来面无表情的马丁则在扮猪吃老虎，用更厉害的笑话偷袭你。”。《华盛顿邮报》的汤姆·谢尔斯（Tom Shales）认为，马丁是继“约翰尼·卡森之后最出众的奥斯卡主持”，他还称，节目本身似乎略显凝重，但即使是在那些显得崇高或是自命不凡的时刻，晚会也令人感到兴奋点十足。
部分媒体对节目的看法更为负面。《好莱坞报道》的巴里·嘉隆（Barry Garron）认为，晚会虽出自资深制作人吉尔·凯茨之手，并且持续时长也在计划范围内，但仍然显得过于漫长。他还取笑颁奖典礼中“大部分奖项都让观众提不起兴趣，但事实证明这样的节目仍然可以持续3个半小时。”:382《亚特兰大宪法报》（The Atlanta Journal-Constitution）专栏作家史蒂夫·默里（Steve Murray）称，主持人马丁缺少比利·克里斯托拥有的俏皮和个人魅力，也没有乌比·戈德堡那种催眠般的可怕自我满足，但即便不考虑这点，第73届奥斯卡颁奖典礼虽然是多年来持续时间最短的一届，但仍然显得没完没了。《旧金山纪事报》电视评论员约翰·卡曼（John Carman）表示，虽然是让史提夫·马丁这样的新手来主持，但奥斯卡颁奖典礼仍然将太多时间花在各种客套和礼貌上，真正有气魄的内容太少。

### 收视率和获奖
本届颁奖典礼通过美国广播公司在美国直播，其播出时段里平均有4290万观众收看，与前一年相比降低了7%，估计曾观看部分时段节目的观众总数有7220万。从尼尔森收视率调查的数据看，节目的表现也不及前一年，吸引了26.2%的家庭收看，收视率超过40%。此外节目还在18至49岁年龄段人群中收获了17.8%的收视率。
2001年7月，颁奖典礼获得第53届黄金时段艾美奖的8项提名，并在两个月后赢得综艺、音乐或特别节目类最佳音效奖。

## 纪念
奥斯卡颁奖典礼上一年一度的“纪念”致敬环节旨在纪念过去一年中逝世的业内人士，本场晚会上的这一环节由男演员约翰·特拉沃尔塔引出，纪念以下人士：:371

| - 小道格拉斯·范朋克（Douglas Fairbanks, Jr.） - 玛丽·温莎（Marie Windsor） - 比娅·理查兹 - 爱德华·安哈尔特（Edward Anhalt） - 比利·巴蒂（Billy Barty） - 朱利叶斯·爱泼斯坦（Julius Epstein） - 乔治·蒙哥马利（George Montgomery） - 小瑞因·拉德纳（Ring Lardner, Jr.） - 史蒂夫·李维斯（Steve Reeves） - 简·皮特斯 - 维托里奥·加斯曼（Vittorio Gassman） - 让-皮埃尔·奥蒙特（Jean-Pierre Aumont） - 黛儿·伊万斯（Dale Evans） - 格温·弗登 - 斯坦利·克雷默 - 杰克·尼兹彻（Jack Nitzsche） - 哈罗德·尼古拉斯（Harold Nicholas） - 霍华德·科赫（Howard W. Koch） - 洛丽泰·杨 - 理查德·法恩斯沃斯（Richard Farnsworth） - 约翰·吉尔古德 - 杰森·罗巴兹 - 克莱尔·特雷弗 - 亚历克·吉尼斯 - 华尔特·马修 |